# Wolfgang Fuchs (Mathematiker)
Wolfgang Heinrich Johannes Fuchs (geboren 19. Mai 1915 in München; gestorben 24. Februar 1997 in Ithaca) war ein deutsch-US-amerikanischer Mathematiker.
Wolfgang Fuchs war der Sohn von Martin Erich Fuchs (1881–1959) und von Alice Manasse (1883–1961); er machte 1933 am Johannesgymnasium in Breslau das Abitur. Danach ging er zum Studium nach Cambridge. Im Jahre 1941 wurde er dort bei Albert Ingham promoviert. Seit 1950 lehrte er Mathematik an der Cornell University in den USA, zunächst als Associate Professor, seit 1958 als Full Professor.
Hauptarbeitsgebiet von Fuchs war die Funktionentheorie, insbesondere die Nevanlinnasche Wertverteilungstheorie. Hier lieferte er grundlegende Beiträge, viele davon in gemeinsamen Arbeiten mit Edrei. So charakterisiert der Ellipsensatz von Edrei und Fuchs die möglichen Nevanlinnadefekte zweier Werte für meromorphe Funktionen der Ordnung höchstens 1. Gemeinsam mit Hayman löste Fuchs das Umkehrproblem der Nevanlinna-Theorie für ganze Funktionen. (Für meromorphe Funktionen wurde
es später von seinem Schüler Drasin gelöst.)
Fuchs arbeitete aber auch auf anderen Gebieten. Ein gemeinsames Ergebnis mit Erdős über ein Problem der additiven Zahlentheorie ist als Satz von Erdős-Fuchs bekannt.
Fuchs war Guggenheim Fellow (1955) und Fulbright-Hays Fellow (1973). Im Jahre 1978 erhielt er den Humboldt-Forschungspreis. 1962 hielt er einen Vortrag auf dem Internationalen Mathematikerkongress in Stockholm (On a conjecture of G. Polya concerning gap series).